# Paul Gibier

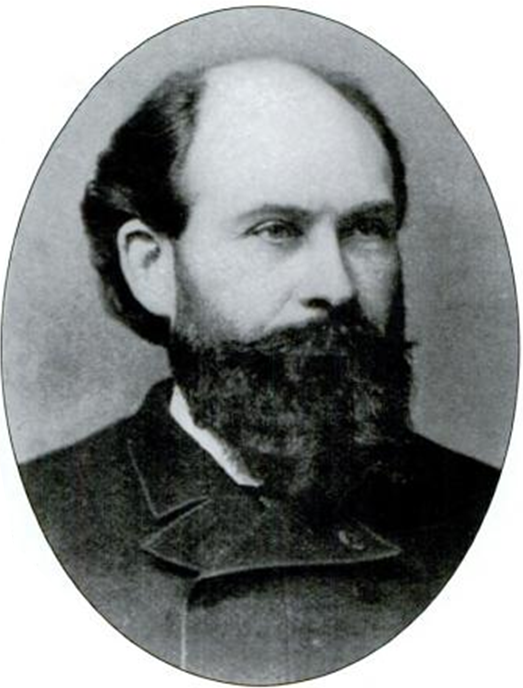
Dr. Paul Giebier

Paul Gibier (ur. w 1851 we Francji, zm. 1900) – francuski lekarz, bakteriolog, dyrektor Laboratorium Patologi Eksperymentalnej i Porównawczej paryskiego Muzeum Historii Naturalnej, badacz zjawisk mediumicznych.

## Medycyna
Gibier był członkiem Nowojorskiej Akademii Medycznej i Nowojorskiego Stowarzyszenia Medycznego, a także wydawcą Therapeutic Review. Za swoje badania nad cholerą otrzymał złoty medal i Legię Honorową. W 1888 roku został wysłany przez rząd na Florydę i do Hawany, aby studiował tam żółtą febrę. Dwa lata później, w Nowym Jorku założył Instytut Pasteura, w którym leczyły się osoby poszkodowane przez ugryzienia gryzoni.

## Badania zjawisk mediumicznych
Gibier interesował się zjawiskami mediumicznymi, chociaż początkowo był sceptykiem, to fakty zmusiły go do uznania realności tych fenomenów. W swoich książkach opisuje własne doświadczenia z mediami (m.in.  Daniel Dunglas Home i Henry Slade), oraz historie innych badaczy (m.in. William Crookes i Johann Zöllner). Badał przede wszystkim zjawiska pisma bezpośredniego, wirujące stoliki i materializacje duchów. Brał udział w różnych kongresach psychicznych i spirytystycznych.

## Wybrane publikacje
- Spirytyzm. Studium historyczno-krytyczne i doświadczalne (tłumaczenie: J. Wł. Dawid, Warszawa 2010, Oficyna Wydawnicza Rivail)
- Analyse des choses (Analiza rzeczy)
- Les matérialisation des fantômes (Materializacje duchów)